# Lance Tracy
Pour les articles homonymes, voir Tracy.
Lance Tracy est un réalisateur, scénariste, acteur et producteur américain né le 23 août 1971 à Oregon City, Oregon (États-Unis).

## Filmographie

### Comme réalisateur
- 1995 : The Antelope Chess Game
- 1999 : The Prodigal Daughter
- 1999 : Forgiven
- 2000 : Secrets of the Heart
- 2001 : The Cross
- 2002 : Last Call

### Comme scénariste
- 1995 : The Antelope Chess Game
- 1999 : Forgiven
- 2001 : The Cross
- 2002 : Last Call

### comme acteur
- 2001 : The Cross : Angel

### comme producteur
- 1995 : The Antelope Chess Game